# Bezugsfertigkeit
Bezugsfertigkeit liegt im Bauwesen vor, wenn eine Wohnung ohne Gefahr für die Sicherheit und Gesundheit ihrer Bewohner auf Dauer bewohnt werden kann. Es müssen daher Türen, Fenster, Strom, Licht und Wasser sowie eine funktionsfähige Heizung, Kochmöglichkeit, Sanitäranlagen (Bad, Toilette) und sichere Zugänge fertiggestellt sein. Bezugsfertigkeit betrifft sowohl Neubauten als auch grundrenovierte Gebäude.

## Allgemeines
Ein Gebäude oder eine Wohnung ist dann als bezugsfertig anzusehen, wenn der Bau so weit fortgeschritten ist, dass den zukünftigen Bewohnern zugemutet werden kann, das Gebäude oder die Wohnung zu beziehen. Die behördliche Genehmigung zum Beziehen des Gebäudes oder der Wohnung (Schlussabnahmeschein der Bauaufsichtsbehörde) ist für die Bezugsfertigkeit nicht maßgebend. Ebenso wenig genügt eine einseitig vom Verkäufer abgegebene Erklärung über die Bezugsfertigkeit, die mit den Tatsachen nicht in Einklang steht. Zivilrechtlich wird unter Bezugsfertigkeit allgemein verstanden, der Bau müsse so weit fortgeschritten sein, dass es den künftigen Bewohnern zugemutet werden könne, ihn zu beziehen. Das Wohnhaus müsse in seiner Funktion als Wohnhaus genutzt werden können. Deshalb müssten alle dafür erforderlichen Gewerke fertiggestellt sein. Ersichtlich hat die Bezugsfertigkeit definitorisch nichts mit Abnahmefähigkeit, Fertigstellung oder Erfüllung zu tun, unabhängig davon, ob man den Bezugsfertigkeitsbegriff öffentlich-rechtlich oder zivilrechtlich einordnet.

## Rechtsfragen
Das Bewertungsgesetz (BewG) definiert unbebaute Grundstücke als Grundstücke, „auf denen sich keine benutzbaren Gebäude befinden. Die Benutzbarkeit beginnt im Zeitpunkt der Bezugsfertigkeit. Gebäude sind als bezugsfertig anzusehen, wenn den zukünftigen Bewohnern oder sonstigen Benutzern zugemutet werden kann, sie zu benutzen; die Abnahme durch die Bauaufsichtsbehörde ist nicht entscheidend“ (§§ 72, § 178 BewG). Gemäß § 3 Abs. 2 Nr. 2 MaBV sind bei noch nicht fertiggestellten Wohnimmobilien 12 % des Kaufpreises bei Bezugsfertigkeit „und Zug um Zug gegen Besitzübergabe“ fällig. Das Gesetz vermeidet jedoch, den Begriff der Bezugsfertigkeit näher zu erläutern, so dass es sich um einen unbestimmten Rechtsbegriff handelt. Auch in Grundstückskaufverträgen über noch zu errichtende Gebäude wird die Fälligkeit vom Kaufpreis meist von der Bezugsfertigkeit abhängig gemacht, Kaufpreisraten sind vom Baufortschritt abhängig. Im Einzelfall kann es unklar sein, bei welchem Baufortschritt bereits Bezugsfertigkeit vorliegen soll. Deshalb beschäftigt die Frage der Bezugsfertigkeit seit langem die Rechtsprechung, die oft mit Negativauslesen festzustellen versucht, wann Bezugsfertigkeit jedenfalls nicht vorliegt.

## Kriterien der Bezugsfertigkeit in der Rechtsprechung
Die Bezugsfertigkeit eines Gebäudes oder einer Wohnung ist einem Urteil des OLG Hamm vom November 1994 zufolge gegeben, wenn der Bau so weit fortgeschritten sei, dass zukünftigen Mietern oder sonstigen Bewohnern zugemutet werden könne, das Gebäude oder die Wohnung zu beziehen. Wann dieser Zeitpunkt vorliege, sei nach der Verkehrsauffassung zu beurteilen. Zur Bezugsfertigkeit ist demnach erforderlich, dass das Bauwerk funktionstüchtig als Wohngebäude genutzt werden kann; das bedeutet, dass alle für das Bewohnen des Objekts notwendigen Gewerke fertiggestellt sein müssen. Für die Bejahung der Bezugsfertigkeit ist die Erstellung der Garage und Herstellung der Außenanlagen nicht erforderlich, denn eine Wohnung kann auch dann bewohnt werden, wenn die dazugehörende Fertiggarage noch nicht aufgestellt und die Außenanlagen noch nicht fertiggestellt sind. Für den Bundesgerichtshof (BGH) spielt die Tatsache, dass der Erwerber in die Wohnung eingezogen sei, keine Rolle für die rechtlich zu klärende Frage der Bezugsfertigkeit einer Eigentumswohnung. Zur Bezugsfertigkeit gehört für den BGH jedenfalls die Herstellung des nach der vertraglichen Vereinbarung zu errichtenden gewöhnlichen Zugangs zum Bauobjekt, denn der Zugang sei ein zentrales Element für den Bezug. Die Bezugsfertigkeit des gesamten Hauses liegt nicht vor, wenn eine vollständig abgeschlossene Wohnung nicht in zumutbarer Weise zugänglich ist. Das OLG Hamm hatte im Mai 2007 entschieden, dass die Bezugsfertigkeit voraussetze, dass eine Wohnung zu diesem Zeitpunkt nach dem vom Vertrag vorausgesetzten Gebrauch genutzt werden könne, wozu beispielsweise die Fertigstellung des Treppenhauses und des Wärmedämmputzes gehöre. Weitere Wohnungen müssten soweit fertiggestellt sein, dass deren Wände verputzt, der Estrich gelegt und sie mit einer Eingangstüre versehen sind, damit aus diesen Wohnungen nur noch in einem tolerierbaren Umfang Baulärm und -schmutz in das Treppenhaus dringt. Nach allgemeinem Sprachgebrauch erscheint es für den BGH fernliegend, dass die Parteien für die Bezugsfertigkeit bei einer Bauverpflichtung mit einer Wohnanlage bereits die Bezugsfertigkeit einer einzelnen Wohnung genügen lassen wollten.

## Bedeutung
Die Feststellung der Bezugsfertigkeit hat insbesondere im Bereich der Wohnbauförderung besondere Bedeutung. Eine Wohnung, für die öffentliche Mittel vor der Bezugsfertigkeit bewilligt worden sind, gilt nach § 13 Abs. 1 Wohnungsbindungsgesetz von dem Zeitpunkt an als öffentlich gefördert, in dem der Bescheid über die Bewilligung der öffentlichen Mittel dem Bauherrn zugegangen ist. Auch im Steuerrecht spielt die Bezugsfertigkeit eine Rolle. Der Beginn der Abschreibungen wird in § 7 Einkommensteuergesetz vom Zeitpunkt der Fertigstellung abhängig gemacht. Ein Wohngebäude ist fertiggestellt, wenn es bezugsfertig ist. Die MaBV geht nach ihrer Aufzählung der einzelnen Bauablaufphasen davon aus, dass Bezugsfertigkeit nach den Fliesenarbeiten im Sanitärbereich, aber vor Abschluss der Fassadenarbeiten vorliegt. Des Weiteren ist die Bezugsfertigkeit für die Feststellung des Baujahres relevant.